# Probaryconus maridris
Probaryconus maridris är en stekelart som beskrevs av Mikhail Vasilievich Kozlov och Lê 2000. Probaryconus maridris ingår i släktet Probaryconus och familjen Scelionidae. Inga underarter finns listade i Catalogue of Life.